# Nigga What, Nigga Who (Originator 99)
Nigga What, Nigga Who (Originator 99) è il quarto singolo del rapper statunitense Jay-Z estratto dal suo terzo album Vol. 2... Hard Knock Life. l singolo è pubblicato il primo marzo del 1999 e distribuito dalle etichette Roc-A-Fella e Def Jam. Prodotta da Timbaland, alla traccia partecipano Big Jaz e Amil, quest'ultima canta il ritornello della canzone.
La canzone è nota anche come Jigga What, Jigga Who (Originator 99). Il singolo è il lato B del precedente Money, Cash, Hoes.

## Tracce
Lato A
1. Money, Cash, Hoes (Remix) (Radio Edit)
2. Money, Cash, Hoes (Remix) (Dirty Version)
3. Money, Cash, Hoes (Remix) (Instrumental)

Lato B
1. Jigga What? (Radio Edit)
2. Nigga What, Nigga Who (Originator 99)
3. Jigga What? (Instrumental)